# Sticherus velatus
Sticherus velatus là một loài dương xỉ trong họ Gleicheniaceae. Loài này được Kunze Copel. mô tả khoa học đầu tiên năm 1947.